# Wi-Fi
Wi-Fi（ワイファイ）とは、無線LANに関する登録商標である。Wi-Fi Alliance（アメリカ合衆国に本拠を置く業界団体）によって、国際標準規格であるIEEE 802.11規格を使用したデバイス間の相互接続が認められたことを示す名称。

## 歴史
オーストラリア連邦科学産業研究機構（CSIRO）で天文学や宇宙科学を研究していたジョン・オサリヴァンがWi-Fiの父であるといわれている。オサリヴァンは当時CSIROで、ミニブラックホールの研究をしていた。原子ほどの大きさのミニブラックホールの爆発で生じる電波を検出する実験のために、ノイズなどの影響をなるべく受けないような方法が必要であった。そして彼はそのためのワイヤレスネットワークを作った。実験は結果としては失敗に終わったが、その副産物としてWi-Fiが生まれたのである。

## 概要
無線LANが商品化された当初は、同一メーカーであってもラインナップの異なる製品間では相互接続は保証されていなかった。このため、購入検討にあたり実際に接続可能かどうかユーザーに分かりづらく、無線LANの一般への普及に問題があった。
Wi-Fiに認定されるには、Wi-Fi Allianceという団体による認証が必要である。Wi-Fi Allianceは、ユーザーのニーズを汲んで技術が成熟できるように、この問題を解決するための団体として1999年にWireless Ethernet Compatibility Alliance（WECA）という団体名でスタートし、2000年3月から認定業務を開始した。その後Wi-Fiの認知度が高まってきた2002年10月にWi-Fi Allianceに改名した。
ある製品が同じブランドを表示する他の製品と組み合わせて利用できるということをユーザーが確認できるようにするため、Wi-Fi AllianceはWi-Fi CERTIFIEDブランドを作った。認定された機器には、Wi-Fi Allianceの登録商標であるWi-Fiロゴの使用が許可される。
Wi-Fiの名称は、(例えばIEEE 802.11などの無味乾燥な規格名称よりも)キャッチーな名前を求めてHi-Fi（ハイファイ、英: High Fidelity）の韻を踏んで命名された。「Wireless Fidelity の略である」という由来解釈は、「意味を持たないのはまずい」との理由から命名ののちに後付けされたものである。

### 「Wi-Fi」と「無線LAN」の差異
狭義の「無線LAN」（IEEE 802.11規格の無線LAN）と「Wi-Fi」との差違は、製品にWi-Fi CERTIFIEDロゴが表示されているかどうかである。Wi-Fi CERTIFIEDロゴを製品に表示するには認証を受ける必要があり、認証されていないものは機能が同じでもWi-Fiと名乗ることは出来ない。著名な製品の例ではニンテンドーDS・ニンテンドーDS Liteが認証されていない。
例えばFON端末がWi-Fi認証を受けたのは2008年11月であり、それ以前のFONはWi-Fiとは名乗れなかった。逆にWi-Fi Allienceが定めたWPA version 1仕様はIEEE 802.11のドラフトをもとにした仕様であり、古いWPA version 1はIEEE 802.11を満たしていない（WPA version 2はIEEE 802.11を満たしている）。

## Wi-Fi認証の種類
- Wi-Fi CERTIFIED ac - IEEE802.11acに準拠
- Wi-Fi CERTIFIED n - IEEE802.11nに準拠
- Wi-Fi CERTIFIED WiGig - IEEE802.11adに準拠
- Wi-Fi Direct
- Wi-Fi CERTIFIED WPA3
- Wi-Fi CERTIFIED WPA2
- Wi-Fi Enhanced Open
- Protected Management Frames
- IBSS with Wi-Fi Protected Setup
- Passpoint
- Wi-Fi Easy Connect
- Wi-Fi Protected Setup
- Miracast
- Wi-Fi Aware
- Wi-Fi Location
- Wi-Fi Agile Multiband
- Wi-Fi EasyMesh
- Wi-Fi Optimized Connectivity
- Wi-Fi TimeSync
- Wi-Fi Vantage
- Wi-Fi Home Design

### ナンバリング規格
|              | Wi-Fi 4               | Wi-Fi 5                                                    | Wi-Fi 6                                                    | Wi-Fi 6E                                                   | Wi-Fi 7                   |
| ------------ | --------------------- | ---------------------------------------------------------- | ---------------------------------------------------------- | ---------------------------------------------------------- | ------------------------- |
| 策定年       | 2007                  | 2013                                                       | 2019                                                       | 2021                                                       | 2024                      |
| IEEE標準     | 802.11n               | 802.11ac                                                   | 802.11ax                                                   | 802.11ax                                                   | 802.11be                  |
| 最大通信速度 | 600Mbps               | 6.9 Gbps                                                   | 9.6 Gbps                                                   | 9.6 Gbps                                                   | 46 Gbps                   |
| 周波数       | - 2.4 GHz帯 - 5 GHz帯 | 5 GHz帯                                                    | - 2.4 GHz帯 - 5 GHz帯                                      | 6 GHz帯                                                    | 1–7.25 GHz                |
| セキュリティ | WPA2                  | WPA2                                                       | WPA3                                                       | WPA3                                                       | WPA3                      |
| 帯域幅       | - 20 MHz幅 - 40 MHz幅 | - 20 MHz幅 - 40 MHz幅 - 80 MHz幅 - 80+80 MHz幅 - 160 MHz幅 | - 20 MHz幅 - 40 MHz幅 - 80 MHz幅 - 80+80 MHz幅 - 160 MHz幅 | - 20 MHz幅 - 40 MHz幅 - 80 MHz幅 - 80+80 MHz幅 - 160 MHz幅 | 最大320 MHz幅             |
| 変調方式     | - 64QAM - OFDM        | - 256QAM - OFDM                                            | - 1024QAM - OFDMA                                          | - 1024QAM - OFDMA                                          | - 4096QAM - OFDMA（拡張） |
| MIMO         | 4x4 MIMO              | - 4x4 MIMO - DL MU-MIMO                                    | 8x8 UL/DL MU-MIMO                                          | 8x8 UL/DL MU-MIMO                                          | 16x16 MU-MIMO             |

2018年10月、Wi-Fi Allianceは認証プログラム名称に4、5、6の番号表記を導入する事を決定し、製品の認証を2019年より開始することを発表した。なお、通信規格自体の名称（IEEE 802.11/n/ac/ax）に変更はない。ただし、Wi-Fi Allianceはこの番号表記を広くOSやスマートフォン等の端末で使用する事を推奨している。
なお、ナンバリング導入開始時では、ナンバリングの1から3までと8以降は未定義となっている。
Wi-Fi 4 とWi-Fi 5 は、後方互換性のためであり、既存のIEEE 802.11n/ac製品の認証を自動的に置き換えるものではない。2020年には2.4GHz帯・5GHz帯に加え6GHz帯も利用するWi-Fi 6Eが発表された。

## 利用
Wi-Fiにより異なるメーカーの機器間での相互接続性が保証されているため、コンピュータ、フィーチャーフォン、スマートフォン、タブレット、PDAのような多様な機器が無線LANを利用し、例えばアクセスポイントを経由しインターネットへ接続できる。アクセスポイントによりインターネット接続が可能な領域をホットスポットという。ホットスポットは部屋の中だけのものから、複数のアクセスポイントを重ねることで数キロメートルにまで及ぶものもある。無線LANはまたメッシュネットワークを構築するために利用できる。両方のアーキテクチャがコミュニティネットワークで使われている。
また、この規格の中にはアクセスポイントなど外部通信機器を経由せずに通信端末同士を直接接続するP2P（ワイヤレス・アドホック・ネットワーク）というモードがあり、これは家電やゲーム機などでの採用例が見られる。一般的にはアドホックモード、アドホック接続などと呼称されている。

## 今後の方向
当初想定されていたノートパソコンなどのモバイルコンピューティング機器のLocal Area Network以外にも、PSP・PS Vitaなどの携帯ゲーム機や、フィーチャーフォン、スマートフォン、スマートテレビ、音楽プレイヤー、デジタルカメラ等の家電製品にも搭載されている。
Wi-Fiにより、相互接続性が保証されているアクセスポイントに接続することで、インターネットのほか、インターネット電話、ゲーム機器などの多様な無線LAN機器が接続、利用されている。Wi-Fiを利用したd Wi-Fi、フレッツスポット、FON、ソフトバンクWi-Fiスポット、au Wi-Fi SPOTを始めとする多くの有料/無料の公衆無線LANが存在する。
また、携帯電話網を由来とした3G（HSPA）・LTEやWi-Fiの広域版ともいえるモバイルWiMAXのような、高速無線アクセス網をモバイルブロードバンドのバックボーンとし、二次電池を内蔵した小型のアクセスポイント「モバイルWi-Fiルーター」製品が出現し、Wi-Fiの弱点である面的なエリア展開を補完している。また、最近では家庭用にさすだけ系Wi-Fiが発売され、コンセントにさすだけでネットにつながると話題となっている。

### ゲーム機のWi-Fi
一部のゲーム機や携帯ゲーム機はゲームの楽しさを高めるためにWi-Fi技術を利用している。
- ソニー・インタラクティブエンタテインメント
  - PlayStation Portable・go - Wi-Fi認証された無線LANを標準装備している。暗号化はWPAまで対応。
  - PlayStation 3 - HDD20GBモデルを除きWi-Fi認証された無線LANを標準装備している。暗号化はWPA2まで対応。
  - PlayStation Vita・TV - Wi-Fi認証された無線LANを標準装備している。暗号化はWPA2まで対応。
  - PlayStation 4 - 暗号化はWPA2まで対応。
- ニンテンドーWi-Fiコネクション・ニンテンドーネットワーク（任天堂）

  - ニンテンドーDSi・DSi LL・3DS・2DS - Wi-Fi認証された無線LANを標準装備している。暗号化はWPA2まで対応（ただしDS専用ソフトから接続する場合はWEPのみの場合が多い）。
  - Wii
  - Wii U
  - Nintendo Switch
- マイクロソフト
  - Xbox 360 - ワイヤレスLANアダプタというWi-Fi認証された無線LANの周辺機器がある。2010年6月に発売された新型機からWi-Fiが標準装備された。さらに、マイクロソフトのZuneは身近のユーザー間で音楽をやりとりするためにWi-Fi認証された無線LANを使う。
  - Xbox One